# Сазонов, Иван Николаевич
Иван Николаевич Сазонов (1855—1915) — Владимирский губернатор, сенатор, тайный советник.

## Биография
Родился в 1855 году в дворянской семье.

### Военная карьера
Учился в престижном Морском кадетском корпусе.
Получив прекрасное образование, прошёл все ступени морской службы:
от гардемарина до капитана 2-го ранга.
Богатая 15-летняя морская биография Сазонова отмечена службой на кораблях Сибирской флотилии и Балтийского флота.
8 июля 1887 года был уволен от службы по домашним обстоятельствам.

### Гражданская карьера
Его гражданская карьера сложилась весьма успешно.
За 26 лет Сазонов дослужился до высокого чина тайного советника (то есть генерал-лейтенанта).
11 июля 1903 года был назначен владимирским вице-губернатором, а 26 июля 1906 — владимирским губернатором.
16 мая 1913 года принимал во Владимире царя Николая II по случаю торжеств, связанных с 300-летием Дома Романовых.
За особые труды по организации юбилея император объявил И. Н. Сазонову «Высочайшую благодарность».
Через год Иван Николаевич был назначен сенатором.
28 мая 1914 года члены владимирской городской думы на своем заседании заслушали доклад городской управы об участии «отцов города» в проводах бывшего владимирского губернатора И. Н. Сазонова.
Было высказано немало добрых слов о его деятельности.
По предложению гласных дума постановила ходатайствовать о присвоении Сазонову звания «Почетный гражданин города Владимира» за заслуги перед городом.
За 11 лет пребывания Ивана Николаевича во Владимире, из которых он восемь лет состоял в должности губернатора, городское управление могло работать спокойно, зная что он вполне благожелательно относится к его деятельности.
Все начинания и ходатайства городского управления встречали у Ивана Николаевича сочувствие и поддержку.
Но не только этим ограничивалась его деятельность на пользу города.
Несмотря на большие заботы по управлению губернией, Сазонов принимал самое активное участие во многих местных благотворительных учреждениях, будучи председателем Владимирского благотворительного общества, Общества оказания временной помощи бедным жителям Владимира и его губернии, Александрийского детского приюта, родильного приюта, местного отделения общества Красного Креста.
Особая заслуга Сазонова перед городом — постройка по его инициативе больницы Красного Креста в память 300-летия царствования Дома Романовых.
В это святое дело он вложил свою душу и его труды увенчались полным успехом.
Иван Николаевич собрал крупную сумму на постройку больницы и изыскал значительные средства на её содержание.
Памятный адрес, поднесённый И. Н. Сазонову от городского общества, заканчивался теплыми словами:
Высоко ценя Ваши заслуги на пользу населения города и желая навсегда сохранить память о Вас, Городская Дума в заседании 28 мая 1914 года, единогласно избрав Вас Почетным Гражданином города Владимира, постановила: учредить стипендию Вашего имени во Владимирском Благотворительном обществе и две койки Вашего имени в городской богадельне.
Прощаясь с Вами, Ваше Превосходительство, как с любимым Начальником губернии, Городская Дума просит верить, что она сохранит о Вас самые лучшие и светлые воспоминания и просит принять икону Владимирской Божией Матери,
Покровительницы Владимирского края, которая да охраняет Вас на всем пути Вашей жизни.
5 июня 1914 года для исполнения обязанностей сенатора отбыл из Владимира в Санкт-Петербург.
23 августа 1914 года император «соизволил» дать согласие на присвоение И. Н. Сазонову звания «Почётный гражданин города Владимир».
Скончался Иван Николаевич в 1915 году.

## Семья
Отец — Николай Иванович Сазонов.
Дочь — Варвара. Сын — Николай.